# Université du Cap-Vert
L'université du Cap-Vert (UNICV) est un établissement public d'enseignement supérieur situé dans la capitale Praia, sur l'île de Santiago, et à Mindelo, sur l'île de S. Vicente.

## Historique
Créée le 21 novembre 2006, l'Université du Cap-Vert dispose de plusieurs campus universitaires dans les villes de Praia, Mindelo et São Jorge dos Órgãos (Santiago).

## Organisation
L'université du Cap-Vert est composée de cinq instituts et d'une école :
- Institut supérieur de l'éducation (ISE)
- Institut des études maritimes (ASCEMAR)
- Institut national des études sur la pêche (INDP)
- Institut national de recherche agronomique (INIDA)
- Institut supérieur de gestion (ESIG)
- École supérieure de commerce et d'administration